# 卵穗荸荠
卵穗荸荠（学名：Heleocharis soloniensis）为莎草科荸荠属的植物。分布于欧洲北部、北美洲、亚洲北部、印度、日本以及中国大陆的东北各省、云南等地，生长于海拔2,500米的地区，多生在沼泽中，目前尚未由人工引种栽培。

## 异名
- Eleocharis soloniensis (Dubois) Hara